# Nagurus matekini
Nagurus matekini is een pissebed uit de familie Trachelipodidae. De wetenschappelijke naam van de soort is voor het eerst geldig gepubliceerd in 1948 door Borutzkii.